# Ozarba punctithorax
Ozarba punctithorax là một loài bướm đêm trong họ Noctuidae.